# Wahal rudy
Wahal rudy (Stizorhina fraseri) – gatunek ptaka z rodziny drozdowatych (Turdidae), zamieszkujący Afrykę Subsaharyjską. Nie jest zagrożony.

## Taksonomia
Gatunek ten formalnie opisał Hugh Edwin Strickland w 1844 roku na łamach „Proceedings of the Zoological Society of London” pod nazwą Muscicapa Fraseri. Holotyp pochodził z wyspy Bioko (wówczas nazywanej Fernando Po), a dostarczył go Louis Fraser. Obecnie wahal rudy umieszczany jest w rodzaju Stizorhina, w ujęciu systematycznym według Kompletnej listy ptaków świata jest jego jedynym przedstawicielem. Wyróżniono 4 podgatunki Stizorhina fraseri. Podgatunek finschi (wahal śniady), opisany w 1870 roku przez Richarda Bowdlera Sharpe’a, przez niektóre ujęcia systematyczne traktowany jest jako odrębny gatunek.

## Morfologia
Długość ciała: 18–20 cm, masa ciała 27–44 g. Podgatunek finschi – długość ciała: 18 cm, masa ciała 33–44 g. Obie płcie są do siebie podobne.

## Zasięg występowania
Wahal rudy występuje w zależności od podgatunku:
- S. fraseri fraseri – wahal rudy[4] – Bioko
- S. fraseri rubicunda – południowo-wschodnia Nigeria do północnej Demokratycznej Republiki Konga, północno-zachodnia Zambia i Angola
- S. fraseri vulpina – Sudan Południowy, północno-wschodnia Demokratyczna Republika Konga i Uganda
- S. fraseri finschi – wahal śniady[4] – Sierra Leone do Nigerii

## Status
Międzynarodowa Unia Ochrony Przyrody (IUCN) uznaje wahala rudego i śniadego za osobne gatunki, oba zalicza do kategorii najmniejszej troski (LC – least concern). Trend liczebności populacji obu tych taksonów uznawany jest za spadkowy ze względu na niszczenie i fragmentację siedlisk.